# Coupe Dudley Hewitt

Coupe Dudley Hewitt

La Coupe Dudley Hewitt est un tournoi annuel de hockey sur glace organisée par la Ligue de hockey junior de l'Ontario. Le vainqueur de cette coupe prend part par la suite à la coupe de la Banque royale, championnat national regroupant les meilleures équipe de niveau Junior A. 

## Palmarès

### Eastern Centennial Cup Semi-final
- 1971 : Red Wings Junior de Détroit (SOJHL)
- 1972 : CMC de Guelph (SOJHL)
- 1973 : Lumber Kings de Pembroke (CJHL)
- 1974 : Hurricanes de Thunder Bay  (TBJHL)
- 1975 : CMC de Guelph (SOJHL)
- 1976 : Nationals de Rockland (CJHL)
- 1977 : Lumber Kings de Pembroke (CJHL)
- 1978 : Platers de Guelph (OPJHL)

### Coupe Dudley Hewitt
- 1979 : Platers de Guelph (OPJHL)
- 1980 : Rangers de North York (OPJHL)
- 1981 : Bulls de Belleville (OPJHL)
- 1982 : Platers de Guelph (OJHL)
- 1983 : Rangers de North York(OJHL)
- 1984 : Travelways de Orillia (OJHL)
- 1985 : Travelways de Orillia (OJHL)
- 1986 : Travelways de Orillia (OJHL)
- 1987 : Lumber Kings de Pembroke (CJHL)
- 1988 : Lumber Kings de Pembroke (CJHL)
- 1989 : Flyers de Thunder Bay (USHL)
- 1990 : Collège français de Longueuil (QJAAAHL)
- 1991 : Flyers de Thunder Bay (USHL)
- 1992 : Flyers de Thunder Bay (USHL)
- 1993 : Élites de Chateauguay (QPJHL)
- 1994 : Élites de Chateauguay (QPJHL)
- 1995 : Flyers de Thunder Bay (USHL)
- 1996 : 87's de Newmarket (OPJHL)
- 1997 : Sabrecats de Rayside-Balfour (NOJHL)
- 1998 : Merchants de Milton (OPJHL)
- 1999 : Blues de Bramalea (OPJHL)
- 2000 : Sabrecats de Rayside-Balfour (NOJHL)
- 2001 : Rattlers de Thornhill (OPJHL)
- 2002 : Sabrecats de Rayside-Balfour (NOJHL)
- 2003 : Dukes de Wellington (OPJHL)
- 2004 : Tigers de Aurora (OPJHL)
- 2005 : Raiders de Georgetown (OPJHL)
- 2006 : North Stars de Fort William (SIJHL)
- 2007 : Tigers de Aurora (OPJHL)
- 2008 : Blades de Oakville (OPJHL)
- 2009 : Voyageurs de Kingston (OJHL)
- 2010 : Blades de Oakville (OJAHL)
- 2011 : Dukes de Wellington (OJHL)
- 2012 : Thunderbirds de Soo (NOJHL)
- 2013 : Wilderness du Minnesota (SIJHL)